# جراردو تزر
جراردو تزر (انگلیسی: Gerardo Tazzer؛ زادهٔ ۱۲ دسامبر ۱۹۵۱) از برندگان مدال‌های المپیک تابستانی اهل مکزیک است.